# Joan Torras i Viver
Joan Torras i Viver (Sant Feliu de Llobregat, Baix Llobregat, 1929 - 5 de setembre de 2021), fou un pintor català, especialitzat en murals i vitralls d'art sacre.
Torras prové d'una saga d'artistes. El seu besavi, Tomàs Viver i Aymerich, va crear a Sant Pere de Terrassa un dels tallers de decoració artística més importants, i a la vegada fou un dels impulsors de les arts decoratives a la ciutat durant el segle xix. Posteriorment, el seu avi, Pere Viver, va seguir amb la tradició artística familiar i esdevingué un dels representants del moviment de paisatgisme pictòric a Terrassa.
L'any 1957 fa finalitzar els estudis de Belles Arts a la Universitat de Barcelona, i posteriorment va recórrer Europa durant dos anys, per a conèixer les fonts originals de l'art, especialment a França, Itàlia i Holanda. Va ser principalment un autor d'art sacre, i és significativa la seva obra mural i vitralls en més d'un centenar d'edificis religiosos d'arreu de Catalunya. Així, la seva primera obra en aquest camp fou un mural a la parròquia de Sant Agustí de Barcelona, l'any 1949, per a posteriorment pintar més murals a parròquies de Sant Just Desvern, Esplugues de Lobregat, Martorell i també a la catedral de Sant Llorenç de Sant Feliu de Llobregat.
Entre moltes més obres, va pintar el 1957 la capella i residència de religioses de l'Hospital de Sant Pau (1957), el santuari de la Pietat d’Igualada (1959), l’Asil Valldejuli de Barcelona (1961), la parròquia de Canyelles (1962), la parròquia de Banyeres del Penedès (1962), la parròquia de Dosrius (1962), el Col·legi de les Mercedàries de Martorell (1962), l’antiga capella de la Clínica Dexeus de Barcelona (1963) o les parròquies de Navàs (1963), de Sant Climent de Llobregat (1963) i de Santa Eulàlia de Mèrida a l'Hospitalet de Llobregat (1964). Són seus també els murals de les parròquies de Natzaret de Barcelona (1970), i de Vilassar de Dalt (1970). Aquell mateix any emprèn una altra obra a la catedral de la seva localitat natal, en concret per a pintar la capella del Santíssim. Posteriorment, l'any 1991 dirigí la restauració de les vidrieres de la parròquia de Sant Gregori Taumaturg de Barcelona, i el 1997 elaborà els vitralls de la cúpula de la parròquia de Sant Carles Borromeo, també a Barcelona. Ja al segle XXI, pintà la capella de la parròquia de Sant Vicenç de Sarrià (2002) i elaborà els vitralls de la parròquia de Vallcebre (2003).